# De boer dat is de keerl
"De boer dat is de keerl" is een nummer van de Nederlandse band Normaal. Het nummer werd uitgebracht als de tweede track op hun album Deurdonderen uit 1982.

## Achtergrond
"De boer dat is de keerl" is geschreven en geproduceerd door de gehele band. Het nummer is geïnspireerd door het traditionele Amerikaanse volksliedje "The Farmer Is the Man", dat gitarist Alan Gascoigne in de uitvoering van Ry Cooder aan drummer Jan Manschot liet horen. Gascoigne vroeg hoe deze titel in het plat zou klinken, en Manschot antwoordde "De boer dat is de keerl". Zanger Bennie Jolink vertelde tevens dat zijn nieuwe interesse in de landbouwpolitiek mede heeft geleid tot het nummer.
"De boer dat is de keerl" werd nooit als single uitgebracht, maar het stond wel op de B-kant van een uitgave van de single "Deurdonderen". Desondanks bleek het nummer erg populair onder de boeren: wanneer tijdens concerten de eerste klanken te horen waren en Jolink vroeg of er boeren in de zaal waren, klonk er een flink gejuich. In 2019 kwam het nummer opnieuw onder de aandacht nadat de boerenorganisatie Team Agro NL een oproep deed om het in de jaarlijkse Top 2000 van NPO Radio 2 te krijgen. Deze oproep werd gedaan om de boeren te steunen tijdens de boerenprotesten van dat jaar. De actie bleek succesvol en het nummer kwam binnen op de negende plaats in de lijst van dat jaar.

## NPO Radio 2 Top 2000
| Nummer met noteringen in de NPO Radio 2 Top 2000 | '19 | '20 | '21 | '22 | '23 | '24  |
| ------------------------------------------------ | --- | --- | --- | --- | --- | ---- |
| De boer dat is de keerl                          | 9   | 193 | 464 | 481 | 916 | 1223 |

1. ↑  Een vetgedrukt getal geeft de hoogste notering aan.
2. ↑  2019 was het eerste jaar met een notering voor dit nummer.